# IOS 18
iOS 18 es la decimoctava versión principal del sistema operativo iOS de Apple para iPhone. Fue anunciado en la Apple Worldwide Developers Conference de 2024 (WWDC). Es el sucesor directo de iOS 17 y se anunció junto con watchOS 11, iPadOS 18 y macOS Sequoia. 

## Características del sistema

### Inteligencia artificial
La plataforma de IA, llamada Apple Intelligence, estará disponible en iOS18 para modelos de iPhone 15 Pro y iPhone 15 Pro Max en adelante. Dota de funciones de inteligencia artificial e integraciones LLM a Siri y otras funciones del sistema operativo.   

#### Fechas
Apple Intelligence inicialmente llegará a los distintos países en las siguientes fechas:
| País           | Fecha          |
| -------------- | -------------- |
| Estados Unidos | Octubre 2024   |
| Canadá         | Diciembre 2024 |
| Australia      | Diciembre 2024 |
| Nueva Zelanda  | Diciembre 2024 |
| Sudáfrica      | Diciembre 2024 |
| Reino Unido    | Diciembre 2024 |
| China          | 2025           |
| Francia        | 2025           |
| Japón          | 2025           |
| España         | 2025           |
| India          | 2025           |
| Singapur       | 2025           |
| Alemania       | 2025           |
| Italia         | 2025           |
| Corea del Sur  | 2025           |
| Portugal       | 2025           |
| Vietnam        | 2025           |

Los países no mencionados aún están por determinar.

### Mensajes
iOS 18 admitirá mensajería RCS donde se encuentre disponible, incluida la compatibilidad con confirmaciones de lectura y la posibilidad de compartir archivos multimedia de mayor calidad. Al igual que ocurre con los SMS, se utilizarán burbujas de mensajes y botones verdes para distinguirlos de las conversaciones completas de iMessage que se presentan de color azul.  

### Fotos
iOS 18 incluye un rediseño completo de la aplicación Fotos.

### Pantalla de inicio
iOS 18 permite a los usuarios personalizar el color de los iconos, así como su posición y tamaño en la pantalla de inicio. Las versiones anteriores de iOS requerían que los íconos se ajustaran a una cuadrícula que no permitía espacios Además, ahora se puede cambiar el tamaño de los widgets de aplicaciones en la misma pantalla o reducirlos a un ícono de aplicación normal, según se desee.

### Centro de control
iOS 18 incluye un rediseño del «centro de control», que permitirá múltiples páginas de controles, botones de tamaño variable y la adición de controles de terceros. 

### Contraseñas
Apple presentó la aplicación Contraseñas como un módulo independiente (antes se encontraba en el apartado de «configuración»), un administrador de contraseñas destinado a simplificar la administración de contraseñas para sitios web, aplicaciones, Wi-Fi y códigos de verificación. 

## Dispositivos compatibles
Todos los iPhone compatibles con iOS 17 son compatibles con iOS 18. Sin embargo, existen distintos niveles de soporte según el procesador del dispositivo.
Las nuevas funciones Apple Intelligence requieren iPhones con un procesador A17Pro o posterior, que solo están disponibles en el iPhone 15 Pro y iPhone 15 Pro Max. 
Los iPhone con A14 Bionic y modelos posteriores son totalmente compatibles. Los iPhone con A12 Bionic y A13 Bionic tienen soporte limitado.
Los iPhone compatibles con iOS 18 son:  
- iPhone XS y XS Max.
- iPhone XR
- iPhone 11
- iPhone 11 Pro y 11 Pro Max
- iPhone SE (segunda generación)
- iPhone 12 y 12 Mini
- iPhone 12 Pro y 12 Pro Max
- iPhone 13 y 13 Mini
- iPhone 13 Pro y 13 Pro Max
- iPhone SE (tercera generación)
- iPhone 14 y 14 Plus
- iPhone 14 Pro y 14 Pro Max
- iPhone 15 y 15 Plus
- iPhone 15 Pro y 15 Pro Max
- iPhone 16 y 16 Plus
- iPhone 16e
- iPhone 16 Pro y 16 Pro Max

## Historial de lanzamientos
La primera versión beta para desarrolladores de iOS 18 se lanzó el 10 de junio de 2024. 
|  | Lanzamiento anterior |  | Lanzamiento actual |  | Versión beta actual |  | Respuesta de seguridad |

| Versión     | Build    | Fecha de lanzamiento    | Notas de lanzamiento |
| ----------- | -------- | ----------------------- | -------------------- |
| 18.0 beta 1 | 22A5282m | 10 de junio de 2024     | Notas de lanzamiento |
| 18.0 beta 2 | 22A5297f | 24 de junio de 2024     | Notas de lanzamiento |
| 18.0 beta 3 | 22A5307f | 8 de julio de 2024      | Notas de lanzamiento |
| 18.0 beta 4 | 22A5316j | 23 de julio de 2024     | Notas de lanzamiento |
| 18.0 beta 5 | 22A5326j | 5 de agosto de 2024     | Notas de lanzamiento |
| 18.0 beta 6 | 22A5338b | 12 de agosto de 2024    | Notas de lanzamiento |
| 18.0 beta 7 | 22A5346a | 20 de agosto de 2024    | Notas de lanzamiento |
| 18.0 beta 8 | 22A5350a | 28 de agosto de 2024    | Notas de lanzamiento |
| 18.0 RC     | 22A3354  | 9 de septiembre de 2024 | Notas de lanzamiento |